# Crazy Cars II
Crazy Cars II, anche scritto Crazy Cars 2 sulle schermate di alcune versioni e reintitolato F40 Pursuit Simulator in Nordamerica, è un simulatore di guida pubblicato nel 1989 per i computer Amiga, Amstrad CPC, Atari ST, Commodore 64, Mac OS, MS-DOS e ZX Spectrum dalla Titus Software. Mette il giocatore alla guida di una Ferrari F40 su strada pubblica con prospettiva tridimensionale in terza persona.
È il seguito di Crazy Cars e precedette Crazy Cars 3.
Per la console Amstrad GX4000 basata sull'Amstrad CPC uscì un'edizione leggermente diversa rispetto a quella per CPC.